# Bardoc
Bardoc (románul Brăduț, németül Bardotz), egyes forrásokban Bardóc falu és községközpont Romániában, Kovászna megye északnyugati sarkában.

## Fekvése
A Keleti-Kárpátokban, a Persányi-hegység, a Baróti-hegység és a Dél-Hargita által közrezárt Baróti-medence északi szegletében található. 503 méteres tengerszint feletti magasságon fekszik a Kormos-patak völgyében, a patak bal partján, az Egres és a Kormos-patakok összefolyásánál. A település közelében legmagasabb pont a Tortoma-tető (701 m).
Székelyudvarhelytől (50 km) délkeletre, Sepsiszentgyörgytől (54 km) északnyugatra, Brassótól (60 km) északra található. Legközelebbi város: Barót (7 km).

## A községről
A községet Bardoc mellett még három falu alkotja: Erdőfüle (1,5 km), Olasztelek (3,5 km) és Székelyszáldobos (1,5 km). Bardoc a térségben is központi szerepet tölt be, ugyanis innen érhető le a község összes települése.

### Fontosabb látnivalók
- Az olaszteleki Daniel-kastély: a Daniel család kastélya 1609 körül épült
- Az erdőfülei Boda-udvarház 1713-ban épült
- Erdőfüle északkeleti dombján, a Fok alatt nárciszrét található
- Erdőfüle büszkélkedhet Erdővidék leggazdagabb kopjafás temetőjével
- Kuvaszó turisztikai övezet: 
  - Az egykori Dobó falu templomának és kápolnájának romjai a 14., 15. századból
  - Ceausescu-vadászvilla: a Kovácsok patak mentén van az 1980-as években épült
  - Kuvaszó patak völgyében található egy 4 m magas vízesés
  - Magyarhermány felé van a Kuvaszótöve nevű helyen kis tavasbarlang

### Terület

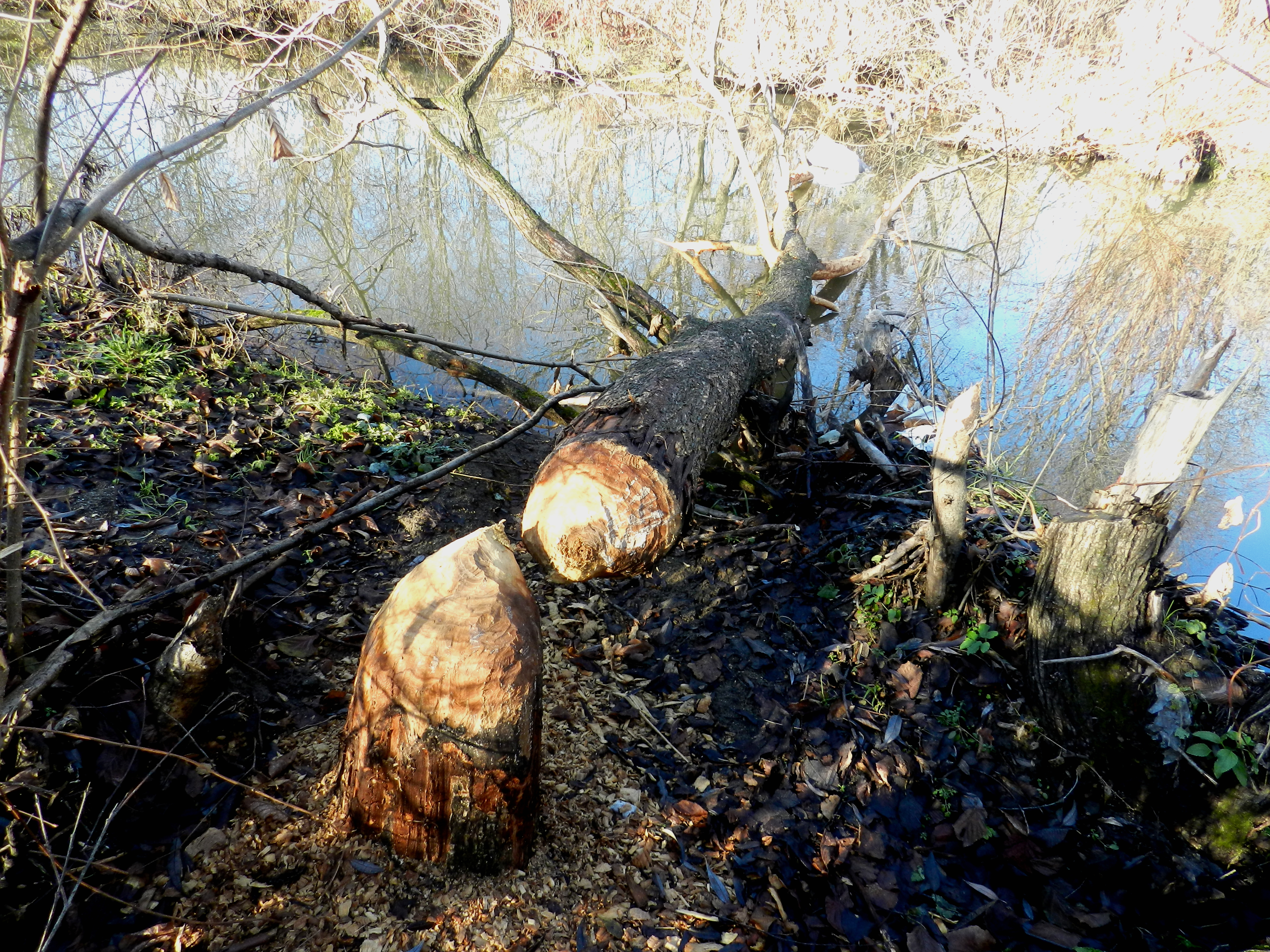
Hódok által kidöntött fa a Kormos-patak árterületén

A község területét több mint 8500 hektárnyi erdő borítja. A lomblevelű erdők uralkodó faja a régióban a bükk. Az egykor összefüggő övezetet alkotó tölgyerdőknek ma már csak foltjaik maradtak meg. Ennek ellenére Erdővidéken itt található a legnagyobb erdőterület.

### Természeti értékek
A községnek számottevő természeti értékei és altalajkincsei vannak. Jelentős értéket képviselnek a vadállományban gazdag, kiterjedt erdőségek, a hegyi legelők és kaszálók, a halban gazdag alhavasi vízfolyások, a nagy hozamú borvízforrások és a hasznosítható ásványkincsek: lignit, vaskő, bentonit, diatomit, féldrágakövek, épületkő, kavics, homok.

### Gazdaság
A lakosság megélhetését, valamint a község gazdaságát az erdőkitermelés, fűrészárugyártás, állattenyésztés és kereskedelem biztosítja.

## Bardoc történelme

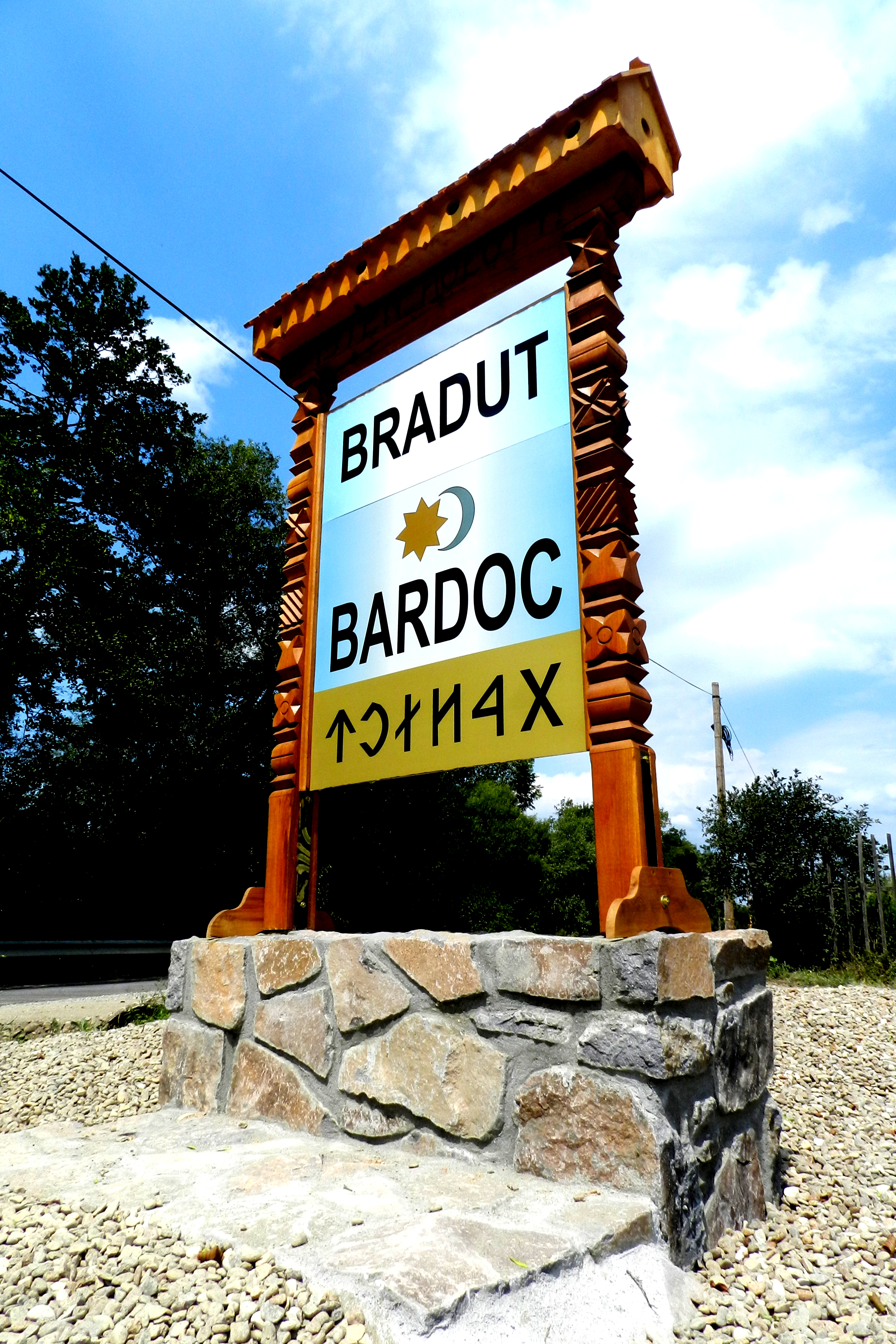
A bardoci helységnévtábla

A települést 1332-ben Bandachfolua, majd 1333-ban villa Bardach néven említik először a pápai tizedjegyzékben később, bár kiejtésében felvette a mai alakját, de írásmódjában gyakran változott (pl. Bardócz).
Nevének eredete pontosan nem ismert. Egyes teóriák szerint egy hasonló nevű székely őstől származhat a név, másik szerint a magyarok előtt a vidéken élő bolgár–szláv törzsek nyomán maradhatott fenn. Benkő József a párductól eredezteti a falu nevét, ugyanis az ősi székelyek párducnak nevezték az itt őshonos hiúzt. Hivatalos neve jelenleg a román Brăduț megnevezés melynek jelentése fenyőcske. Magyarul kiejtésben és írásmódban egyaránt a Bardoc és az ékezetes Bardóc formák is használatban vannak. A népi szájhagyományokban előfordul a Nagybardoc helynévalak is.
1602. augusztus 11-én Básta György császári főgenerális íratta össze és eskette fel az udvarhelyszéki székelyeket Rudolf magyar király hűségére.
Ez alkalommal Bardocról a következők neveit jegyezték fel: Z.Kopasz János, Z.Gáspár Bálint, Z.Sugár Pál, Z.Szocs Antal. Z=Zabad, t.i. szabad székely
A falunak már a 14. század elején is volt temploma, melyet 1760-ban a reformátusok újjáépítettek, majd 1803-ban, 1861-ben és 1891-ben megújítottak. Tornya 1702-ből való.

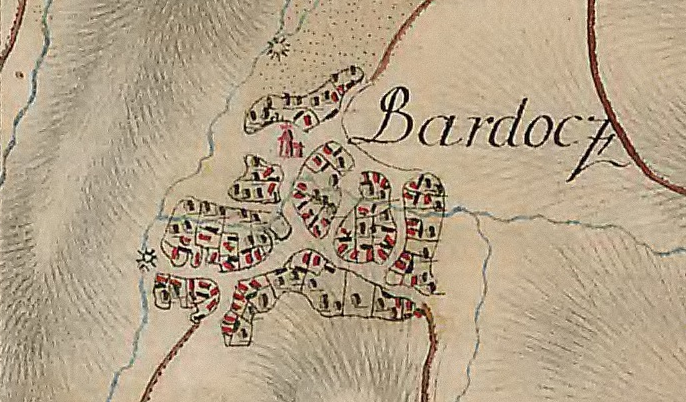
Bardoc a XVIII. században

A toronyban található nagyharang és a kisharang szintén 1937-ből való.
A templomban kőből faragott Úrasztala van, valószínűleg a 18. század végén készült. A szószék feletti korona és az újrafestett padok nagy része a régi templomból való.
Az 1635-ben az I. Rákóczi György által alapított és 1876-ig fennállt Bardoc fiúszék névadó települése és központja volt.
1910-ben 883 magyar lakosa volt. A trianoni békeszerződésig Udvarhely vármegye Homoródi járásához tartozott.

## Népessége
2011-ben 864 lakosából 854 magyar, 4 román volt, 6 fő pedig nemzetiségéről nem nyilatkozott.
| Év   | Népesség (fő) | Magyar | Román | Német | Egyéb |
| ---- | ------------- | ------ | ----- | ----- | ----- |
| 1850 | 664           | 655    | 9     |       |       |
| 1880 | 796           | 796    |       |       |       |
| 1890 | 898           | 898    |       |       |       |
| 1900 | 878           | 874    | 3     | 1     |       |
| 1910 | 892           | 883    | 2     | 7     |       |
| 1920 | 900           | 890    | 10    |       |       |
| 1930 | 874           | 874    | 24    |       |       |
| 1941 | 923           | 922    |       |       | 1     |
| 1956 | 952           | N/A    | N/A   | N/A   | N/A   |
| 1966 | 937           | 931    | 2     | 4     |       |
| 1977 | 921           | 919    | 2     |       |       |
| 1992 | 992           | 990    | 2     |       |       |
| 2002 | 925           | 918    | 6     |       | 1     |
| 2011 | 864           | 854    | 4     |       | 5     |

## Sport

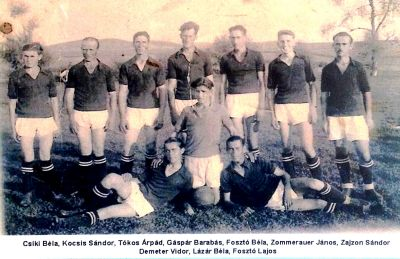
Az első igazi csapat 1954-ben állt össze, ahol a mozgatórugó id. Zajzon Sándor volt

Bardocon a sport egyet jelent a focival. A községközpontban a labdarúgás alapkövét 1941-ben Sápi Elemér igazgató-tanító tette le, amikor Bardocra helyezték, ő hozta a községbe a labdarúgás szeretetét, és az első bőrlabdát is, ami valódi ritkaságnak számított. A labdarúgás szárnybontogatásába sajnos beleszólt a második világháború, emiatt 1944-1951 között nem volt labdarúgás Bardocon. 1952-ben, id. Zajzon Sándor szervezőmunkájának köszönhetően megszületett az első igazi csapat, melynek tagjai vasárnaponként szórakozásból fociztak, de nem volt felszerelésük. Az első barátságos mérkőzésről 1952-ben tesznek említést, amikor Bardoc csapata Magyarhermánnyal játszott. 1964-ben a csapat felvette a „Tátra” nevet, és egyesült az erdőfülei csapattal, ezeket az éveket az új öltözõ folyosóján kiállított képek örökítik meg. Az 1987–88-as idényben a csapatnak sikerül feljutnia a megyei II.-ből a megyei I. osztályba, ennek az osztálynak ma is oszlopos tagja. 1994-ben a csapat nevet cserélt, és felvette akkori fő támogatója, Lőrincz Zsigmond tulajdonában levő, kovásznai Prima fagyigyár nevét, így lett a csapat neve Bardoci Prima.
„Nem az számít, hogy nyerünk vagy éppen veszítünk, még az sem fontos, hogy jók vagyunk-e. Egyedül az számít, hogy játszunk-e.” – áll azon a márvány emléktáblán, amit a bardoci labdarúgás hatvan éves fennállásának tiszteletére állítottak 2014-ben.

## Szórakozás
A Dél-Hargita kiváló vadászterület, a pisztrángban gazdag Kormos vize a horgászok eldorádója.

## Infrastruktúra
A falu három irányból közelíthető meg, Székelyszáldobos irányából a 41-es községi úton Olasztelekről és Erdőfüléből a 42-es községi úton.
2013-ban befejeződött a víz- és csatornahálózat teljes körű kiépítése a falu határában korszerű szennyvíztisztító telep létesült.
Ami a villany-, telefon- és internethálózatot illeti: a falu a legmodernebb rendszerekkel büszkélkedhet.
A hulladékbegyűjtés hetente (szerdán) történik. A faluban három szelektív hulladékgyűjtőpont is található.

## Itt született

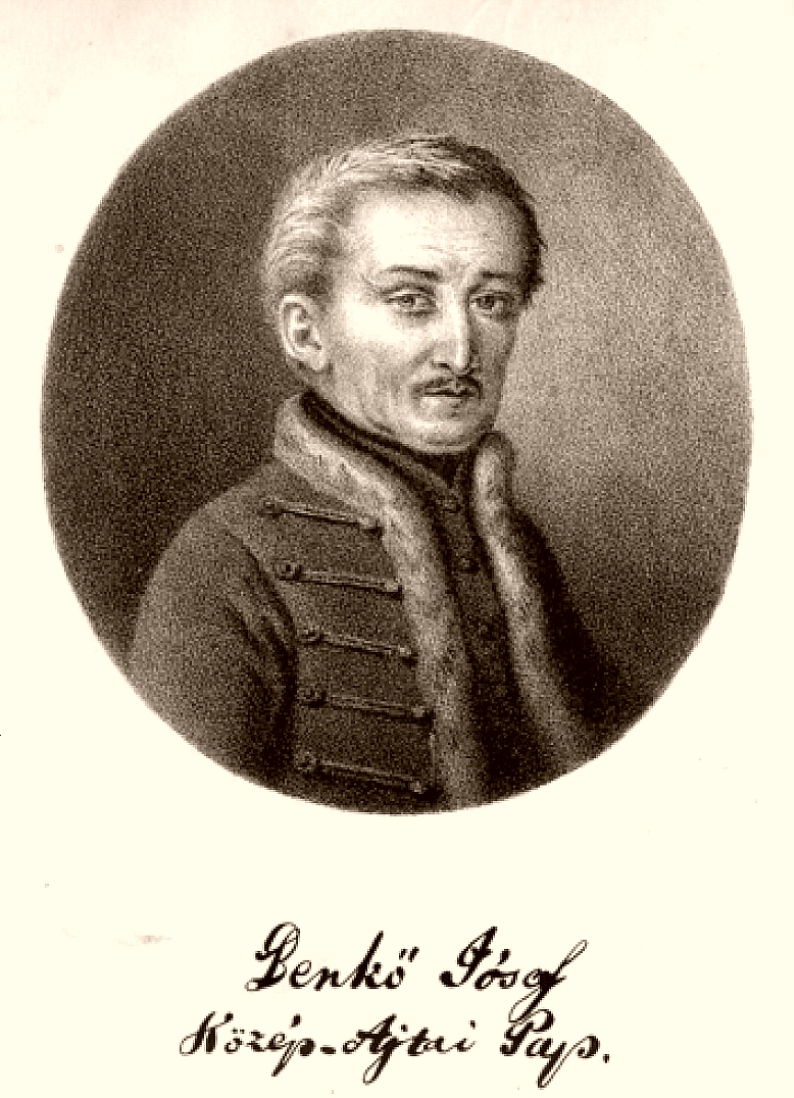
Benkő József (1740-1814) teológus

- 1740-ben Benkő József református lelkész, történész, flórakutató, nyelvész
- 1803-ban Cserey Ignác honvéd ezredes
- 1905-ben Gáspár Samu református lelkész, költő[8][9]
- 1964-ben Lőrincz Zsigmond Kovászna volt polgármestere

## Testvértelepülések
- Geszt, Magyarország
- Prilly, Svájc